# Arachnomura hieroglyphica
Arachnomura hieroglyphica là một loài nhện trong họ Salticidae.
Loài này thuộc chi Arachnomura. Arachnomura hieroglyphica được Cândido Firmino de Mello-Leitão miêu tả năm 1917.